# Apichet Puttan
Apichet Puttan (taj. อภิเชษฐ์ พุฒตาล, ur. 10 sierpnia 1979 w Samut Prakan) – piłkarz tajski grający na pozycji obrońcy.

## Kariera klubowa
Karierę piłkarską Puttan rozpoczął w klubie UCOM Raj Pracha. W 2000 roku zadebiutował w jego barwach w tajskiej Premier League. W 2002 roku przeszedł do Thailand Tobaco Monopoly z miasta Phichit. W 2005 roku wywalczył z nim swoje pierwsze w karierze mistrzostwo Tajlandii. W 2006 roku odszedł do Buriram PEA, zwanego wówczas Provincial Electrical Authority, którego stał się kapitanem. W 2008 roku został z nim mistrzem kraju, a w 2009 roku wystąpił w finale Kor Royal Cup. W 2011 roku wywalczył z nim dublet - mistrzostwo i puchar kraju, a w 2012 roku ponownie sięgnął po puchar. W 2013 roku przeszedł do BEC Tero Sasana FC. Karierę kończył w 2017 w Army United FC.

## Kariera reprezentacyjna
W reprezentacji Tajlandii Puttan zadebiutował w 2003 roku. W 2007 roku został powołany do kadry na Puchar Azji 2007. Tam był rezerwowym i nie rozegrał żadnego spotkania.